# Cmentarz żydowski w Śniadowie
Cmentarz żydowski w Śniadowie – kirkut służący niegdyś żydowskiej społeczności Śniadowa. Nie wiadomo kiedy dokładnie powstał. Miał powierzchnię 0,5 ha. Został zniszczony podczas wojny. Nie zachowały się żadne nagrobki. Po wojnie był używany jako kopalnia żwiru. Mieścił się przy ul. Szosowej w północnej części miejscowości w pobliżu drogi do Łomży i torów kolejowych.